# Мелхиседек (Плеска)
Архиепископ Мелхиседек (англ. Archbishop Melchisedek, в миру Фома Александрович Плеска, англ. Thomas Alexander Pleska; 20 августа 1942, Дейтон, штат Огайо) — епископ Православной Церкви в Америке, архиепископ Питтсбургский и Западно-Пенсильванский.

## Биография
Родился 20 августа 1942 года в Дэйтоне, штат Огайо, США. Его отец, Александр Питер Плеска, родился под Брест-Литовском в Белоруссии и эмигрировал с родителями в США в 1925 году. Его мать, Йоханна Плеска (при рождении Евгения Стачук), родилась в Кливленде, штат Огайо, в семье эмигрантов с Украины, и была крещена в местном Феодосиевском соборе.
В период его рождения и детства в Дейтоне не было православного прихода. Он и его сестра получили христианское образование в местных протестантских приходах, но их водили в «Русскую» церковь в Кливленде на важные «святые дни». Отец Мелхиседек описывает себя как ставшего членом Православной церкви в церкви Христа Спасителя в Цинциннати, штат Огайо, под руководством священника Даниила Рентеля.
После окончания средней школы он сначала поступил в музыкальную школу Мичиганского университета, а затем в Университет Майами в Оксфорде, штат Огайо, где получил степень бакалавра по специальности «философия». В то время у него было стремление получить докторантуру и заняться преподавательской деятельностью. Вместо этого он вошёл в мир бизнеса, сначала в биржевую брокерскую компанию, а затем в сферу недвижимости.
В начале 1980-х годов он поступил в Свято-Владимирскую духовную семинарию, где получил степень магистра богословия. Под руководством декана протопресвитера Иоанна Мейендорфа ему было предложено рассмотреть вопрос о рукоположении. Благодаря нескольким встречам с монашествующими отцами, включая старца Дионисия из монастыря Симонопетра на горе Афон и архимандрита Димитрия (Егорова), монаха Старого Валаама, он принял призвание к монашеству.
21 ноября 1985 года, на введение Пресвятой Богородицы во храм, был рукоположен в сан диакона епископом Хартфордским Иовом (Осацким). 25 марта 1986 года был рукоположен в сан священника митрополитом Феодосием (Лазором).
Осенью 1986 года он принял должность преподавателя догматического богословия в Свято-Тихоновской духовной семинарии. Помимо преподавания, он служил капелланом в монастыре Святых Мироносиц, Отего, штат Нью-Йорк, и временным пастором церкви Святой Троицы, Поттстаун, Пенсильвания; церкви Святого Михаила в Олд-Фордж, Пенсильвания; и церкви Святого Василия в Симпсоне, штат Пенсильвания. В это время он познакомился со архимандритом Софронием (Сахаровым) и его монастырём в Эссексе, Англия.
С 1989 по 1998 год служил настоятелем Петропавловского храма в Мериден, штат Коннектикут.
В 1998 году отправился в Грецию, где сначала служил в международной женской обители Святого Креста в Фивах. В 2003 году он был переведён на служение в женский монастырь великомученика Георгия и мужской Успенский монастырь в Петре.
В 2004 году, согласно с греческим обычаем, был пострижен в великую схиму, был наречён Мелхиседеком и возведён в сан архимандрита.
15 ноября 2008 года на специальном собрании епархии Западной Пенсильвании архимандрит Мелхиседек (Плеска) был выдвинут кандидатом на должность правящего архиерея данной епархии. 2 апреля 2009 года на заседании Архиерейского Синода Православной Церкви в Америке он был избран епископом Питтсбургским и Западной Пенсильвании.
Он вернулся в США во время Великого поста 2009 года, где отпраздновал Страстную неделю и Пасху в приходах епархии Западной Пенсильвании, начал знакомиться с приходами и учреждениями епархии и взял на себя административные обязанности в епархии.
27 июня того же года в Александро-Невском кафедральном соборе в Эллисон-Парк, город Питтсбург состоялась его епископская хиротония, которую совершили: митрополит всей Америки и Канады Иона (Паффхаузен), архиепископ Нафанаил (Попп), архиепископ Иов (Осацкий), архиепископ Серафим (Сторхейм), епископ Никон (Лайолин), епископа Вениамин (Питерсон), епископа Тихон (Моллард).
С 23 февраля по 26 октября 2011 года был временно исполняющим обязанности Управляющего делами (канцлера) Православной Церкви в Америке (Interim Chancellor). Также, до 5 мая 2012 года являлся временным управляющим Болгарской епархией ПЦА.
С 13 ноября 2012 года после избрания архиепископа Филадельфийского и Восточно-Пенсильванского Тихона (Молларда) предстоятелем ПЦА назначен временно управляющим Епархией Восточной Пенсильвании; администратором при нём служил епископ Марк (Мэймон), который и был 18 марта 2014 года назначен правящим архиереем.
21 марта 2014 года решением Священного Синода ПЦА был возведён в сан архиепископа.